# 이노우에 세이야
이노우에 세이야(일본어: 井上 晴哉, 1989년 7월 3일 ~ )는 일본의 프로 야구 선수이며, 현재 퍼시픽 리그인 지바 롯데 마린스의 소속 선수(내야수)이다.

## 인물

### 프로 입단 전
히로시마현 히로시마시 출신으로 3살 때부터 야구를 시작해 초등학교에는 연식 야구팀 ‘누쿠시나 영 울프 클럽’, 히로시마 시립 후쿠키 중학교 시절에는 ‘히로시마 스타즈’에 소속됐다. 소토쿠 고등학교에서는 1학년 가을부터 4번 타자로 활약했고 2학년 때인 2006년 여름에 열린 히로시마 현 예선에서는 요시카와 미쓰오, 노무라 유스케, 고바야시 세이지 등이 소속된 고료 고등학교를 눌렀지만 준우승에 그쳤다. 고교 통산 31개의 홈런을 기록했지만 고시엔 대회 출전은 없었다.
주오 대학에 진학한 후 도토 대학 야구 리그에서 활약했는데 2학년 가을에 3할 5푼 9리의 타율을 기록하여 수위 타자를 석권했고 베스트 나인에도 선정됐다. 3학년 봄에는 최다 타점(15타점)을 기록하여 베스트 나인에 선정됐고 2학년 봄부터 3학년 가을까지는 3시즌 연속으로 4할 대의 타율을 넘었을 뿐만 아니라 3학년 가을에는 타율 5할을 기록했다. 이러한 활약으로 2010년 여름에 개최된 제5회 세계 대학 야구 선수권 대회의 일본 대표팀 선수로 발탁돼 3경기에 출전했다. 도토 대학 야구 1부 리그에서의 통산 성적은 88경기에 출전하여 타율 2할 8푼 5리, 홈런 9개를 기록했다. 주오 대학을 졸업한 후 닛폰 생명에 입사, 1년째는 주로 5번 타자를 맡으면서 제38회 사회인 야구 일본 선수권 대회에서는 타율 5할 4푼 5리를 기록하여 맹활약했고 지명타자로도 출전하여 뚜렷한 활약을 보인 공로로 우수 선수로도 선정됐다. 사회인 2년째인 2013년에 4번 타자를 맡게돼 도시 대항 야구 대회 예선 긴키 지역 예선에서는 13타수 7안타 8타점과 타율 5할 3푼 8리의 성적을 남겼지만 팀은 본선 1차전 상대인 미쓰비시 중공업 요코하마한테 패했다.
2013년 10월 중화인민공화국 톈진에서 개최된 동아시아 경기 대회의 일본 대표팀 선수로 발탁 타선의 중심축으로서 주로 5번 타자를 맡았다. 결승전인 대한민국전에서 3안타를 날렸고 전체 7경기에 출전해 타율 4할 2푼 9리를 기록해 일본의 금메달 획득에 큰 기여를 했다. 제39회 사회인 야구 일본 선수권 대회에서는 1차전 상대인 세가사미와의 경기에서 내야 안타를 포함한 4타수 2안타 1타점을 기록했고 2차전 상대인 JFE 동일본과의 경기에서 우중간을 향한 홈런과 적시타를 날리는 등의 활약도 보였지만 팀은 이 2차전에서 패했다. 이노우에 본인로서는 사회인 야구팀에 있어서 마지막 대회가 됐다.
‘2013년도 사회인 야구 수상’에서는 1루수 부문 베스트 나인에 선정(첫 수상), 19경기에 출전하여 25타점이라는 성적으로 최다 타점상을 수상 했고 ‘오사카 부 야구 연맹 베스트 나인’에도 1루수 부문에 선정됐다.
2013년 드래프트 회의에서 지바 롯데 마린스가 이노우에를 5순위로 지명해 11월 25일 오사카 시내에 있는 닛폰 생명에서 입단 계약을 맺고 “무조건 일본 시리즈 정상에 오르고 싶다. 그것을 위해 1년째부터 1군 전력으로서 활약하여 일본 시리즈 우승에 기여하고 싶다”고 포부를 말했다. 계약금 5,000만 엔과 연봉 1,200만 엔(추정치), 등번호는 ‘44’이 됐다.

### 프로 입단 후

#### 2014년
2월 12일, 스프링 캠프 후에 가진 첫 홍백전에서 백조의 4번·1루수로서 선발 출전해 3타수 2안타 2타점을 기록했다. 7회에 우중간으로 날린 타구가 수비의 혼란으로 송구가 늦어졌고 본인 말로는 펜스가 있는 구장에선 생애 처음과 동시에 프로 첫 홈런이 되는 런닝 홈런을 기록했다. 시범 경기를 통해 컨디션을 유지하여 15경기에 출전해 46타수 20안타, 타율 4할 3푼 5리, 2홈런의 성적을 남겨 드래프트제 도입 이후 처음이 되는 신인으로서의 수위 타자가 됐다.
개막전인 3월 28일에 열린 후쿠오카 소프트뱅크 호크스와의 경기에서 4번·지명타자로 선발 출전했다. 신인에 의한 개막전 4번 타자로 출전한 사례는 구단에선 도쿠라 가쓰키 이래 64년 만의 일이지만 프로 첫 타석은 셋쓰 다다시와 상대하여 3루 땅볼에 그쳐 이 경기에서는 무안타로 끝났다. 4월 4일, 홋카이도 닛폰햄 파이터스와의 경기에서 두 번째 타석에서 좌중간을 향해 적시 2루타를 날려 개막 이후부터 12타석째에 프로 데뷔 첫 안타와 첫 타점을 동시에 기록했다. 4월 12일 도호쿠 라쿠텐 골든이글스와의 경기(QVC 마린필드)에서 2회말에 시오미 다카히로로부터 백스크린을 직격하는 프로 첫 홈런을 기록했다. 하지만 개막 이후부터 성적이 나빠지면서 출장 기회도 줄어들어 5월 1일 라쿠텐과의 경기 후 2군행 통보를 받았다. 7월 17일 프레시 올스타전에서 20년 만에 한 경기 2홈런을 기록하는 등 3안타 3타점의 활약으로 MVP에 선정됐다.

## 플레이 스타일
- 야구를 하기 좋은 체격을 드러내며 외국인 선수급의 강력한 장타력과 넓은 타격 범위를 갖추고 있어서[2] 닛폰 생명 시절에 갈고 닦은[20] 오른쪽 방향으로 부드럽게 넘어가는 타격은 특히 좋은 평가를 받고 있다.[21] 배트의 무게는 920g, 길이 87cm로 일본 프로 야구계에서도 큰 것을 사용하고 있다.
- 주오 대학 시절에는 다카하시 요시마사 감독에게서의 조언도 있어 3루수에도 도전했지만 수비의 부담이 늘어나게 되자 타격 부진에 시달리면서 1루수에만 전념했다. 사회인 시절에는 지명타자로 출전하는 일도 많았지만 핸들링이 좋은 글러브 처리와 체격이 큼에도 제대로 움직이는 수비에서도 정평이 나있다.[20][22]
- 멀리던지기는 95m, 50미터 달리기는 6초 8,[4] 베이스 한 바퀴에 16초,[23] 악력=오른쪽 70kg·왼쪽 56kg, 배근력=200kg이다.[20]
- 오치아이 히로미쓰의 타격 스타일을 동경하고 있다.[24]

## 에피소드
- 여자 프로레슬링 선수인 아쟈 콩(OZ아카데미)과 얼굴이 닮았다는 이유로 별명은 ‘아쟈’(アジャ)[4]이다. 지바 롯데에 입단 후에는 스프링 캠프 훈련지가 오키나와현 이시가키섬에 있어 팀 동료들로부터 오키나와 현 명물인 돼지의 품종을 본떠 ‘아구’(あぐー)라고 불리었다.[25]
- 출생 당시의 체중은 약 5,200g의 큰 체격이었으며[26] 드래프트 회의 때 공칭 110kg이었던 체중이 구단 기숙사에 들어갈 때엔 115kg이 됐다.[27] 이것은 프로 1년차인 주니치 드래곤스의 나카타 료지와 함께 일본인 선수 중에서 가장 많이 나가는 체중이었다.
- 각종 과자류를 좋아하는 편이라 입단 가계약을 맺을 당시에 지바 롯데 신인 선수의 연례행사인 ‘롯데 우라와 공장’견학 건으로 같은 닛폰 생명 야구부에서 지명된 요시하라 쇼헤이와 함께 ‘찰리와 초콜릿 공장 같다’(요시하라), ‘초콜릿 라인에서 지나가고 싶다’(이노우에)라고 말했는데[28] 실제 견학에서는 흥분하여 전날 밤 3시간 밖에 잠을 못잤을 정도로 기대했었다고 한다. 자신의 얼굴이 들어간 ‘코알라의 마치’를 만들 수 있도록 열심히 노력하겠다고 말했다.[29]
- 누나가 과자 만드는 것을 도우면서 잠시 쉴 겸해서 자신도 과자 만드는 것을 배웠는데 제일 자신있는 것은 치즈 케이크 만들기이며 쿠키를 만드는 손재주도 갖고 있다. 소재 조정하는 과정에서 딱딱한 것과 부드러운 것을 나뉜다.[9]
- 2014년 2월, 신인 합동 자주 트레이닝 첫 날에 있었던 메뉴 중의 하나인 체력 강화하는 달리기 ‘150m를 30초 이내에 5세트’로 처음부터 갑작스럽게 3초가 초과돼 벌칙으로 팔굽혀펴기를 30회 했다. 그 후 4세트에서도 모두 타임 오버였는데 그 모습을 시찰하러 왔던 이토 쓰토무 감독이 웃음을 터뜨릴 정도였다.[30]
- 2014년 이시가키섬에서 가진 스프링 캠프에서 구단 수석 스카우트인 나가노로부터 “한층 더 강해지기 위해서는 이시가키 소고기를 두 마리 정도 먹어라”라는 지령을 받았다(실제로 먹었는지는 알 수 없음).[31]
- 히로시마 현 히로시마 시 출신이어서 이노우에 자신을 포함한 가족 및 일가 친척이 모두 히로시마 도요 카프의 팬이다. 철 들었을 때에는 히로시마 시민 구장에 매 주마다 관전하러 다녔고 응원에도 참가했다고 한다.[32]
- 2014년 4월 11일, 홈구장 QVC 마린필드의 음식점에서 ‘이노우에 세이야 배부른 돈부리’(井上晴哉満腹丼)가 발매됐다. 선수 이름을 본뜬 상품을 동경하고 있던 이노우에도 기뻐한 ‘이노우에 세이야 배부른 돈부리’는 아구돼지를 사용한 돼지 돈부리에 출신지인 히로시마 레몬이 곁들여 나왔다.[33]
- 2014년 5월 30일, 롯데 우라와 구장에서 열린 스모 트레이닝 강습회에서 스모의 다마노이 오야카타로부터 입문 권유를 받았는데 다마노이는 이노우에가 이 시점에서 24세인 것을 알고 입문 시 연령 제한(23세 미만)을 초과했다는 것에 아쉬운 표정을 보였다.[34]

## 상세 정보

### 출신 학교
- 소토쿠 고등학교
- 주오 대학

### 선수 경력
사회인 시대
- 닛폰 생명

프로팀 경력
- 지바 롯데 마린스(2014년 ~ )

### 수상·타이틀 경력
- 프레시 올스타전 MVP : 1회(2014년)
- 월간 MVP : 1회(2018년 7월) ※야수 부문

### 개인 기록
- 첫 출장·첫 선발 출장 : 2014년 3월 28일, 대 후쿠오카 소프트뱅크 호크스 1차전(후쿠오카 야후오크! 돔), 4번·지명타자로서 선발 출장
- 첫 타석 : 상동, 1회초에 셋쓰 다다시로부터 3루 땅볼
- 첫 안타·첫 타점 : 2014년 4월 4일, 대 홋카이도 닛폰햄 파이터스 1차전(QVC 마린필드), 4회말에 요시카와 미쓰오로부터 좌전 적시 2루타
- 첫 홈런 : 2014년 4월 12일, 대 도호쿠 라쿠텐 골든이글스 2차전(QVC 마린필드) 2회말에 시오미 다카히로로부터 중월 솔로
- 첫 도루 : 2018년 4월 28일, 대 홋카이도 닛폰햄 파이터스 4차전(ZOZO 마린 스타디움), 1회말에 2루 안착(투수 : 아리하라 고헤이, 포수 : 시미즈 유시)

### 등번호
- 44(2014년 ~ )

### 연도별 타격 성적
| 연 도      | 소 속      | 경 기 | 타 석 | 타 수 | 득 점 | 안 타 | 2 루 타 | 3 루 타 | 홈 런 | 루 타 | 타 점 | 도 루 | 도 루 자 | 희 생 번 | 희 생 플 | 볼 넷 | 고 4 | 사 구 | 삼 진 | 병 살 타 | 타 율 | 출 루 율 | 장 타 율 | O P S |
| ---------- | ---------- | ----- | ----- | ----- | ----- | ----- | ------- | ------- | ----- | ----- | ----- | ----- | -------- | -------- | -------- | ----- | ---- | ----- | ----- | -------- | ----- | -------- | -------- | ----- |
| 2014년     | 지바 롯데  | 36    | 104   | 95    | 9     | 20    | 4       | 0       | 2     | 30    | 7     | 0     | 0        | 0        | 1        | 6     | 0    | 2     | 23    | 1        | .211  | .269     | .316     | .585  |
| 2015년     | 지바 롯데  | 5     | 12    | 11    | 0     | 2     | 0       | 0       | 0     | 2     | 0     | 0     | 0        | 0        | 0        | 1     | 0    | 0     | 1     | 1        | .182  | .250     | .182     | .432  |
| 2016년     | 지바 롯데  | 35    | 107   | 99    | 7     | 23    | 5       | 0       | 2     | 34    | 16    | 0     | 0        | 0        | 0        | 5     | 0    | 3     | 19    | 6        | .232  | .290     | .343     | .633  |
| 2017년     | 지바 롯데  | 35    | 119   | 113   | 5     | 26    | 7       | 0       | 0     | 33    | 11    | 0     | 0        | 0        | 0        | 5     | 0    | 1     | 26    | 2        | .230  | .269     | .292     | .561  |
| 통산 : 4년 | 통산 : 4년 | 111   | 342   | 318   | 21    | 71    | 16      | 0       | 4     | 99    | 34    | 0     | 0        | 0        | 1        | 17    | 0    | 6     | 69    | 10       | .223  | .275     | .311     | .586  |

- 2017년 시즌 종료 기준.

### 연도별 수비 성적
| 연도 | 소속      | 1루   | 1루   | 1루   | 1루   | 1루   | 1루      |
| 연도 | 소속      | 경 기 | 척 살 | 보 살 | 실 책 | 병 살 | 수 비 율 |
| ---- | --------- | ----- | ----- | ----- | ----- | ----- | -------- |
| 2014 | 지바 롯데 | 20    | 126   | 9     | 2     | 18    | .985     |
| 2015 | 지바 롯데 | 3     | 28    | 3     | 0     | 1     | 1.000    |
| 2016 | 지바 롯데 | 29    | 215   | 13    | 1     | 24    | .996     |
| 2017 | 지바 롯데 | 31    | 238   | 20    | 1     | 20    | .996     |
| 통산 | 통산      | 83    | 607   | 45    | 4     | 63    | .993     |

- 2017년 시즌 종료 기준.